# Разинкин, Семён Алексеевич
Семён Алексеевич Разинкин (1907—1987) — участник Великой Отечественной войны, старший лейтенант, воентехник 1-го ранга, Герой Советского Союза.

## Биография
Семён Алексеевич Разинкин родился 15 февраля 1907 года в городе Феодосия в семье рабочего. Русский. Окончил 6 классов.
25 сентября 1929 года был призван в Рабоче-Крестьянскую Красную Армию. В 1936 году окончил Тамбовское артиллерийско-оружейное техническое училище в звании военного техника.
В Великой Отечественной войне — с 1941 года в 5-й армии Юго-западного фронта. С зимы 1942 года по март 1943 года сражался в Михайловском отряде 1-й Курской партизанской бригады, а затем в составе 843-го стрелкового полка 238-й стрелковой дивизии 50-й армии 2-го Белорусского фронта до 5 августа 1944 года, когда был тяжело ранен.
Особо отличился при освобождении Могилёва. 25 июня 1944 года его рота первой форсировала реку Бася, ворвалась в деревню Каменка Чаусского района и захватила 4 вражеских орудия. 26 июня, форсировав реку Реста, выбила врага из траншеи и, продолжая наступать, вышла к реке Днепр. 27 июня Разинкин переправил через Днепр роту, которая в боях за Могилёв пленила свыше 100, уничтожила более 50 солдат и офицеров противника, а также захватила 6 орудий.
После окончания войны жил и трудился в городе Железногорске Курской области. Работал на различных руководящих постах: заведующим дорожным отделом при Михайловском райисполкоме, заместителем председателя коопстройторга, завхозом треста «Курскрудстрой». Принимал активное участие в военно-патриотической работе.
Умер 27 апреля 1987 года. Похоронен в Железногорске.

## Память
- Мемориальная доска Семёну Разинкину установлена в 2005 году по адресу: Курская область, город Железногорск, ул. Ленина, 28/1.

## Награды
- Указом Президиума Верховного Совета СССР от 24 марта 1945 года воентехнику 1-го ранга Разинкину Семену Алексеевичу присвоено звание Героя Советского Союза с вручением ордена Ленина и медали «Золотая Звезда» (№ 8944).
- Награждён двумя орденами Отечественной войны 1 степени, медалями.